# Atlético Baleares (Frauenfußball)
Die Frauenfußballabteilung von Club Deportivo Atlético Baleares, die ebenso wie einige Jugendmannschaften des Vereins unter dem Namen Balears FC antritt, wurde 2018 gegründet.

## Geschichte
Der Klub verfügte in der Saison 1984/85 kurzfristig über eine Frauenfußballsektion, als sich Club Deportivo CIDE, ein Fußballverein aus der gleichnamigen Schule (Centro Internacional de Educación), mit Atlético Baleares assoziierte und in den Farben des Vereins antrat. Die Mannschaft konnte die Regionalliga der Balearen gewinnen, schloss sich jedoch danach einem anderen Verein, SD Joventut Bunyola, an.
Die heutige Frauenabteilung von Atlético Baleares wurde im Jahr 2018 ins Leben gerufen und die erste Mannschaft nahm 2018/19 unter dem Namen Balears FC an der Regionalliga der Balearischen Inseln teil. Das Team beendete das Spieljahr auf Platz eins und konnte somit bereits in ihrer ersten Saison den Aufstieg in die Primera División Nacional erreichen. Nach drei Spielzeiten in der dritten spanischen Liga, gelang 2021/22 der Aufstieg in die neu geschaffene Segunda Federacíon. Der bisher größte Erfolg gelang Atlético Baleares 2023/24. Zunächst konnte die Mannschaft den Grunddurchgang der Gruppe 1 auf dem zweiten Platz hinter Real Madrid B beenden, dies ermöglichte die Teilnahme am Aufstiegs-Playoff gegen UD Tenerife B. Hier konnte sich Balears FC nach Hin- und Rückspiel mit 4:3 durchsetzen und erreichte damit den Aufstieg in die Primera Federación, der zweiten spanischen Spielklasse im Frauenfußball.

## Bekannte Spielerinnen
- Virginia Torrecilla